# 22843 Stverak
22843 Stverak (1999 RF107) là một tiểu hành tinh vành đai chính được phát hiện ngày 8 tháng 9 năm 1999 bởi Nhóm nghiên cứu tiểu hành tinh gần Trái Đất phòng thí nghiệm Lincoln ở Socorro.